# 無足場アンカー工法
無足場アンカー工法（むあしばアンカーこうほう）とは、地すべりやがけ崩れなどの対策工として斜面のすべりを抑止して安定させるための施工工法であるグランドアンカー工、鉄筋挿入工などの工種に使用される削孔方法の一つである。
削孔反力に対して、従来の重量による対応に代えて、ワイヤーの緊張力を利用して対応する方法であり、また、打撃力を空圧に変更(回転、フィードは油圧)したことにより、従来の油圧削孔機よりはるかに軽量機で施工が行える。また、削孔形態においても、重量機械を足場仮設に上げて施工する従来形式でなく、ワイヤー緊張力を利用して搬入・歩行移動・固定削孔が可能であるため、従来の足場仮設やクレーンが一切不要となり、高所、狭小地、飛び地など施工困難となっていた箇所の施工障害が解消される。
削孔品質においても、ロータリーパーカッション式二重管削孔が独自開発機により無足場形式で唯一可能であり、他にダウンザホールハンマー＆ロータリーパーカッションによるダブル打撃二重管削孔や世界最小径70 mmで二重管削孔ができるロストビット削孔など共に世界初の有効ツールスも開発されており、幅広い施工条件に対応できる。